# Wahlert (Bad Soden-Salmünster)
Wahlert ist der kleinste Stadtteil von Bad Soden-Salmünster im osthessischen Main-Kinzig-Kreis. Die anderen Ortsteile sind Ahl, Alsberg, Bad Soden, Hausen, Eckardroth, Katholisch-Willenroth, Kerbersdorf, Mernes, Romsthal und Salmünster.

## Geographie

### Geographische Lage
Wahlert liegt zwischen den südlichen Ausläufern des Vogelsbergs im Huttengrund, einem rechten nördlichen Seitental des Kinzigtals, am rechten westlichen Ufer der Salz und ist nach Norden mit dem Nachbarort Eckardroth zusammengewachsen. Jenseits der Salz nimmt Romsthal die östliche Talseite ein.

### Nachbargemeinden
Wahlert liegt drei Kilometer nördlich der Kernstadt Bad Soden. Im Norden liegt der Ortsteil Eckardroth und weiter westlich Katholisch-Willenroth, im Osten der Ortsteil Romsthal.
| Katholisch-Willenroth | Eckardroth                                  |          |
| Udenhain              | Kompassrose, die auf Nachbargemeinden zeigt | Romsthal |
|                       | Bad Soden                                   | Ahl      |

## Geschichte

### Mittelalter und Neuzeit
Erstmals urkundlich erwähnt wird der Ort unter dem Namen „Waldenrode“ im Jahr 1326. Ein weiterer historischer Ortsnamen ist Wahlerts (1725) und ab 1811 dann der heutige Name.

### Gebietsreform
Am 1. Dezember 1970 wurde die bis dahin selbständige Gemeinde Wahlert im Zuge der Gebietsreform in Hessen in die Stadt Bad Soden bei Salmünster eingegliedert. Am 1. Juli 1974 wurde Bad Soden mit der Stadt Salmünster kraft Landesgesetz zur neuen Stadt Bad Soden-Salmünster zusammengeschlossen und wechselte zeitgleich in den neu gebildeten Main-Kinzig-Kreis.

## Politik

### Ortsbeirat
Für den Huttengrund, bestehend aus den Stadtteilen Romsthal, Eckardroth und Wahlert, der Gemeinde Bad Soden-Salmünster, wurde 2021 ein erster gemeinsamer Ortsbezirk mit Ortsbeirat und Ortsvorsteher eingerichtet. Im Ortsbeirat sind die CDU (4 Sitze) und die GWL (3 Sitze) vertreten. Ortsvorsteher ist Heinrich Hausmann (CDU)

### Einwohnerentwicklung
| • 1812: | 22 Feuerstellen mit 165 Seelen |

| AWahlerthl: Einwohnerzahlen von 1812 bis 1970 | AWahlerthl: Einwohnerzahlen von 1812 bis 1970 | AWahlerthl: Einwohnerzahlen von 1812 bis 1970 | AWahlerthl: Einwohnerzahlen von 1812 bis 1970 | AWahlerthl: Einwohnerzahlen von 1812 bis 1970 |
| --- | --------------------------------------------- | --------------------------------------------- | --------------------------------------------- | --------------------------------------------- |
| Jahr |                                               |                                               |                                               | Einwohner                                     |
| 1812 | 1812                                          |                                               | 165                                           | 165                                           |
| 1834 | 1834                                          |                                               | 202                                           | 202                                           |
| 1840 | 1840                                          |                                               | 184                                           | 184                                           |
| 1846 | 1846                                          |                                               | 178                                           | 178                                           |
| 1852 | 1852                                          |                                               | 176                                           | 176                                           |
| 1858 | 1858                                          |                                               | 163                                           | 163                                           |
| 1864 | 1864                                          |                                               | 195                                           | 195                                           |
| 1871 | 1871                                          |                                               | 139                                           | 139                                           |
| 1875 | 1875                                          |                                               | 125                                           | 125                                           |
| 1885 | 1885                                          |                                               | 130                                           | 130                                           |
| 1895 | 1895                                          |                                               | 102                                           | 102                                           |
| 1905 | 1905                                          |                                               | 113                                           | 113                                           |
| 1910 | 1910                                          |                                               | 96                                            | 96                                            |
| 1925 | 1925                                          |                                               | 126                                           | 126                                           |
| 1939 | 1939                                          |                                               | 106                                           | 106                                           |
| 1946 | 1946                                          |                                               | 182                                           | 182                                           |
| 1950 | 1950                                          |                                               | 163                                           | 163                                           |
| 1956 | 1956                                          |                                               | 132                                           | 132                                           |
| 1961 | 1961                                          |                                               | 126                                           | 126                                           |
| 1967 | 1967                                          |                                               | 130                                           | 130                                           |
| 1970 | 1970                                          |                                               | 132                                           | 132                                           |
| Datenquelle: Historisches Gemeindeverzeichnis für Hessen: Die Bevölkerung der Gemeinden 1834 bis 1967. Wiesbaden: Hessisches Statistisches Landesamt, 1968. Weitere Quellen: |                                               |                                               |                                               |                                               |

### Religionszugehörigkeit
Quelle: Historisches Ortslexikon
| • 1885: | 3 evangelische (= 2,31 %), 127 katholische (= 97,69 %) Einwohner |
| • 1961: | 9 evangelische (= 7,14 %), 117 katholische (= 92,86 %) Einwohner |

## Verkehr und Infrastruktur

### Verkehrsanbindung

#### Straße
Wahlert ist im Norden über Eckardroth an die L 3196 und über Romsthal an die L 3178 im Osten angebunden. Diese Landesstraße führt weiter östlich zur BAB 66.

#### Bahn
Den nächsten Bahnanschluss gibt es ist Salmünster an der DB-Strecke Frankfurt am Main-Fulda. Die Regionalbahn, die im Stundentakt verkehrt, bringt eine Anbindung an die ICE-Haltepunkte Fulda und Hanau bzw. Frankfurt.

### Freiwillige Feuerwehr Huttengrund
Der Aufbau der Freiwilligen Feuerwehr Huttengrund erfolgte in mehreren Etappen. Schon lange vor der Gemeindereform schlossen sich am 18. Juli 1950 die drei im Huttengrund liegenden Gemeinden zum Löschverband Romsthal-Wahlert-Eckardroth zusammen. Am 30. Juli 1964 kam es dann zur Gründung der Freiwilligen Feuerwehr. Gleichzeitig wurde die Jugendfeuerwehr gegründet. 1989 begann der Neubau eines Feuerwehrhauses zwischen Wahlert und Eckardroth.
Die Personalstärke der Einsatzabteilung beträgt heute (2021) 54 Personen, die der Jugendfeuerwehr 19 Personen.
Die Einsatz- und Gefahrenschwerpunkte sind:
- GABC (Gefahren atomarer, biologischer oder chemischer Art),
- Absturzsicherung,
- Kurkliniken,
- Hochwasserschutz (Sandsackfüllmaschine, Schmutzpumpen)[7].

Die Feuerwehr nimmt regelmäßig an diversen Wettbewerben teil: „Letztes Highlight war z. B. die Qualifikation und erfolgreiche Teilnahme an der Feuerwehr-Olympiade des Weltfeuerwehrverbandes CTIF in Villach/Österreich 2017“. Die Jugendfeuerwehr Huttengrund wurde 2016 erneut Stadtmeister von Bad Soden-Salmünster, Salmünster wurde Vize-Stadtmeister.
Die Feuerwehr ist auch am gesellschaftlichen Leben beteiligt. Bestes Beispiel sind die regelmäßigen stattfindenden Faschingssitzungen.

## Kultur

### Bildung

#### Schulen
Die Kinder werden im benachbarten Romsthal eingeschult. Seit dem 1. August 2015 ist es die Verbundschule Romsthal-Kerbersdorf. In Salmünster befindet sich mit der Henry-Harnischfeger-Schule eine integrierte Gesamtschule, die für das gesamte Umland zuständig ist.
Andere, weiterführende Schulen sind die Friedrich-August-Genth-Schule, eine Kooperative Gesamtschule in Wächtersbach und das Grimmelshausen-Gymnasium in Gelnhausen.

### Vereine
- SG 1978 Huttengrund Fußballverein,
- Reitsportgemeinschaft Huttengrund e. V.,
- Ski- und Wanderclub Huttengrund 1986 e. V.